# Björsmålagölen (Augerums socken, Blekinge)
Björsmålagölen är en sjö i Karlskrona kommun i Blekinge och ingår i Lyckebyåns huvudavrinningsområde.